# ヴィッラ・コルテーゼ
ヴィッラ・コルテーゼ（伊: Villa Cortese）は、イタリア共和国ロンバルディア州ミラノ県にある、人口約6,100人の基礎自治体（コムーネ）。

## 地理

### 位置・広がり

#### 隣接コムーネ
隣接するコムーネは以下の通り。
- ブスト・ガロルフォ
- ダイラーゴ
- レニャーノ
- サン・ジョルジョ・ス・レニャーノ

### 地震分類
イタリアの地震リスク階級 (it) では、4 に分類される
。